# Halomicrobium
Genre
Espèces de rang inférieur
- Halomicrobium katesii
- Halomicrobium mukohataei
- Halomicrobium zhouii

Halomicrobium est un genre d'archées halophiles de la famille des Halobacteriaceae.